# Гргурова-Алексич, Милка
Милка Гргурова-Алексич (серб. Милка Гргурова-Алексић; 14 февраля 1840, Сомбор — 25 марта 1924, Белград) — сербская и югославская театральная актриса

, писательница, переводчица

.

## Биография

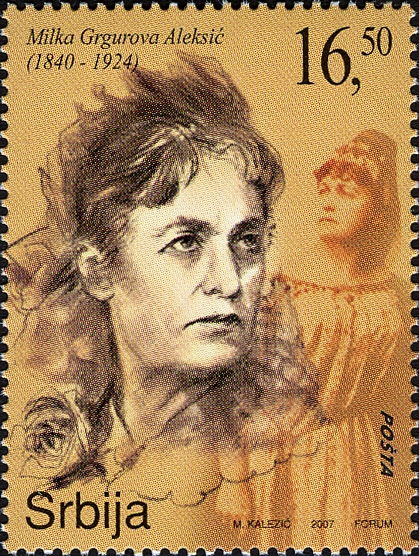
Милка Гргурова-Алексич на марке Сербии из серии «Великие сербские актёры». 2007 г.

Актёрскую карьеру начала в 1862 году в любительской театра в Сомборе, затем играла на сцене Сербского национального театра в г. Нови-Сад. После открытия Национального театра в 1868 году, переехала в Белград. До выхода на пенсию в 1902 году играла в белградском Национальном театре.
В Белграде вышла замуж за русского гвардейского офицера Константина Алексича, который умер через несколько лет. Милка Гргурова посвятила ему свой рассказ «Приповетке Милке Алексић-Гргурове» (Државна штампарија Краљевине Србије, Београд, 1897).

## Творчество
Милка Гргурова — известная сербская драматическая актриса XIX века. Исполняла главные роли в «Ромео и Джульетта», «Отелло», «Федра», «Нарцисс», «Гамлет», «Жанна д’Арк», «Мария Стюарт», «Добршла и Миленко» и многих других.
Милка Гргурова — автор рассказов, опубликованных во многих газетах и журналах: «Босанска вила», «Бранково коло», «Зора», «Женски свет», «Домаћица» и др.
Первая книга рассказов «Вера» была напечатана в 1896 году, затем последовали «Ђердан од бисера» (1897), «Атентаторка Илка» (1911). Была членом литературного общества, основанного в 1892 году в Белграде.
Занималась переводами с немецкого и французского языков.
Умерла в Белграде 25 марта 1924 г. Похоронена на Новом кладбище в Белграде.